# Koruna (Orlické hory)
Koruna (německy Kreiselberg), někdy nazývaná také Orel, je s výškou 1101 m druhou nejvyšší horou v Orlických horách. Leží 3 km jihovýchodně od Velké Deštné a 5 km VJV od Deštného v Orlických horách.
I přes svou výšku a pozici druhé nejvyšší tisícovky patří mezi méně navštěvované hory, mj. proto, že neleží na žádné značené cestě. Známá Jiráskova cesta, která vede přes většinu orlickohorských vrcholů, obchází Korunu po severovýchodním úbočí, asi 500 m pod vrcholem.
Na východní straně hory by měl v budoucnu vzniknout lyžařský areál Jadrná, který bude obsluhovat lanovka z Orlického Záhoří.

## Přístup
Od rozcestí Pod Homolí se po JV svahu Koruny klikatí silnička, která po 2 km přechází přímo přes vrcholovou plošinu. Nejvyšší bod leží asi 50 západně od silničky. Vrchol je odlesněný, pokrytý pasekami a s dobrými výhledy. Asi 150 m ZSZ od vrcholu leží geodetický bod s kótou 1099,0 m. Na některých mapách je výška geodetického bodu nesprávně udávána pro vrchol Koruny, skutečná výška je o 2 metry vyšší.

## Okolí
- po východních svazích se táhne linie lehkého opevnění z let 1936-38
- poblíž cesty přes vrcholovou plošinu malá lesácká bouda
- na severním svahu jeden z pramenů řeky Zdobnice
- u Jiráskovy cesty 700 m SV od vrcholu Valinův pramen
- na vedlejším vrcholu Kamenec (952 m) 1,5 km od vrcholu PP Sfinga, chráněný geologický útvar